# Otto Krüger (Chemiker)
Otto Krüger (* 13. August 1895 in Euskirchen; † 29. November 1973 in Thale) war ein deutscher Chemiker und Wissenschaftler auf dem Gebiet der Emailliertechnik.

## Leben
Nach dem Abschluss seines Chemiestudiums an der Universität Bonn promovierte er 1924. Danach trat er in den Dienst der Eisen- und Hüttenwerke Thale, wo er sich vorzugsweise mit den Problemen der Emailliertechnik beschäftigte. Sein Spezialgebiet war die hochsäurefeste Emaillierung von Chemieapparaten. Daneben beschäftigte er sich auch  mit Forschungsaufgaben.
Für seine Erfolge bei der Entwicklung und Auswahl von Emailrohstoffen wurde er 1949 mit dem Nationalpreis II. Klasse für Wissenschaft und Technik ausgezeichnet. Otto Krüger war bestrebt, sein Fachwissen und seine praktischen Erfahrungen durch Veröffentlichungen und Vorträge weiterzuvermitteln.
| Personendaten    | Personendaten             |
| ---------------- | ------------------------- |
| NAME             | Krüger, Otto              |
| KURZBESCHREIBUNG | deutscher Wissenschaftler |
| GEBURTSDATUM     | 13. August 1895           |
| GEBURTSORT       | Euskirchen                |
| STERBEDATUM      | 29. November 1973         |
| STERBEORT        | Thale                     |